# Bertrand Gadenne
Pour les articles homonymes, voir Gadenne.
Bertrand Gadenne est un artiste plasticien français né en 1951 à Proverville dans l'Aube et décédé le 10 mars 2024. 
Il a enseigné à l’école régionale des beaux-arts de Dunkerque.

## Biographie
Bertrand Gadenne a débuté, à la fin des années 1970, par des installations de films Super 8. Désormais, il se soucie de bien maîtriser techniquement les sources lumineuses et utilise au premier chef des dispositifs de projection et des images fixes ou animées afin de provoquer des situations ambivalentes qui appellent la réaction de leur spectateur.

## Collections publiques
- 1988 : FRAC Alsace[3]
- 1993 : Fonds national d’art contemporain
- 1994 : Caisse de dépôts et consignations
- 1996 : Fonds départemental d’art contemporain de Seine-Saint-Denis, Fonds municipal d'art contemporain de la Ville de Paris
- 1997 : FRAC Limousin, FRAC Alsace
- 1998 : FRAC Corse, Artothèque de Nantes
- 1999 : Fonds national d’art contemporain, Musée départemental de Digne-les-Bains
- 2000 : Artothèque d’Angers
- 2002 : Fonds régional d’art contemporain (FRAC) du Nord-Pas-de-Calais
- 2003 : Musée départemental Matisse, Le Cateau-Cambrésis, Fonds national d’art contemporain, Maison européenne de la photographie
- 2004 : Artothèque de Saint-Fons
- 2013 : Frac Occitanie Montpellier